# Chaspinhac

Chaspinhac este o comună în departamentul Haute-Loire, Franța. În 2009 avea o populație de 718 de locuitori.